# Raytheon T-1 Jayhawk
Le Raytheon T-1 Jayhawk est un avion à réaction bimoteur utilisé par l'United States Air Force pour la formation avancée des pilotes. Les stagiaires sur T-1A ont vocation à piloter des avions de transport aérien et des avions ravitailleurs. Le T-400 est une version similaire pour la Force aérienne d'autodéfense japonaise.

## Dessin et  développement
Le T-1A Jayhawk est un avion d'entraînement bimoteur à réaction à moyenne portée utilisé lors de la phase avancée de la formation de pilote de premier cycle de la force aérienne des États-Unis pour les stagiaires sélectionnés pour piloter des avions de transport aérien stratégique et tactique ou des avions ravitailleurs. Il est également utilisé pour la formation des officiers systèmes d'armes de l'US Air Force aux procédures de vol de haut et bas niveau pendant la phase avancée de la formation. Il a également renforcé ou servi à la place du T-39 Sabreliner dans la phase intermédiaire de la formation de l'US Navy/Marine Corps jusqu'à ce que le parcours de formation conjoint Air Force-Navy/Marine Corps soit divisé en 2010. Il reste maintenant uniquement en opération au sein de l'US Air Force, laissant la Navy avec le Sabreliner en attendant son remplacement éventuel. Le T-1 Jayhawk partage la même lettre et le même numéro que le T-1 SeaStar à la retraite depuis longtemps, sous le système de désignation des avions Tri-Service des États-Unis de 1962.
Le T-1A à voilure en flèche est une version militaire du Beechjet/Hawker 400A. Il a des sièges dans le cockpit pour un instructeur et deux stagiaires et est propulsé par deux moteurs capables d'une vitesse de fonctionnement de Mach 0,78. Le T-1A diffère de son homologue commercial par des améliorations structurelles qui permettent un grand nombre d'atterrissages par heure de vol, une résistance accrue aux impacts d'oiseaux et un réservoir de carburant supplémentaire pour le fuselage. 
Le premier T-1A a été livré sur la base aérienne de Reese (en), au Texas, en janvier 1992, et la formation des stagiaires a commencé en 1993.
Au total, 180 T-1 ont été livrés entre 1992 et 1997. 178 sont enregistré en service début 2024 sur sa fiche officielle de l’USAF. L'USAF a exprimé la décision de retirer jusqu'à 52 T-1A Jayhawks tout au long de 2024, une mesure qui a dû faire face à une forte opposition au Congrès des États-Unis. Quatre ont été proposés en l'état à l’Uruguay en janvier 2024.
Une autre variante militaire est le T-400 (400T) de la Force aérienne d'autodéfense japonaise, qui partage le même certificat de type que le T-1A.

## Variantes
- T-1A

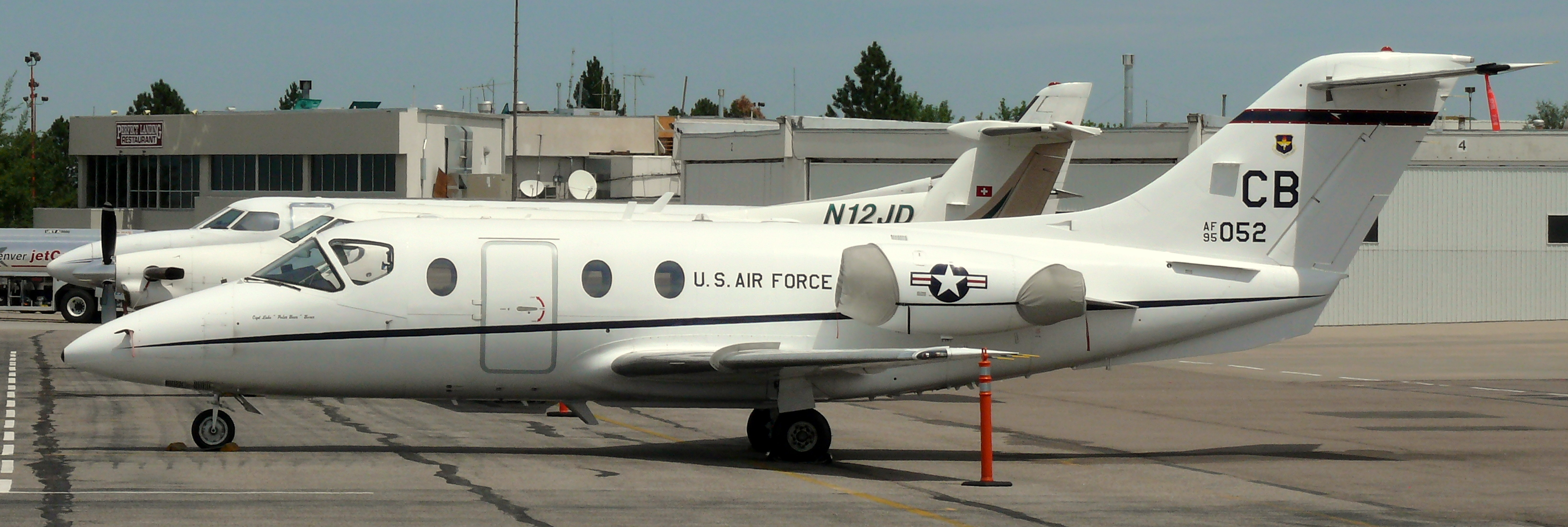
Un T-1A stationné à l'aéroport Centennial (2008)

  - Désignation militaire des États-Unis pour un appareil d'entraînement propulsé par deux turboréacteurs JT15D-5B, 180 construits[4].
- T-400
  - Désignation militaire japonaise pour le modèle 400T propulsé par deux turboréacteurs JT15D-5F, également connu sous le nom de projet TX; 13 construits[réf. nécessaire].

## Opérateurs

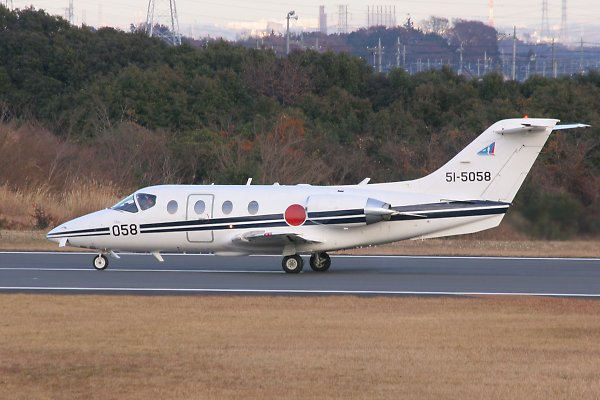
JASDF T-400 sur la base aérienne d'Iruma (2005)

[Quand ?]
 Japon
- Force aérienne d'autodéfense japonaise
  - 3e groupe de transport tactique aérien (en) – Base aérienne de Miho, Tottori
    - 41e Escadron d'entraînement au pilotage (en)

 États-Unis
- United States Air Force
  - 12th Flying Training Wing (en) – Randolph Air Force Base, Texas
    - 99th Flying Training Squadron (en)
    - 451st Flying Training Squadron (en) – Naval Air Station Pensacola, Floride

  - 14th Flying Training Wing – Columbus Air Force Base, Mississippi
    - 48th Flying Training Squadron (en)

  - 47th Flying Training Wing – Laughlin Air Force Base, Texas
    - 86th Flying Training Squadron (en)

  - 71st Flying Training Wing (en) – Vance Air Force Base, Oklahoma
    - 3rd Fighter Training Squadron (en)

  - 340th Flying Training Group (en) – Randolph Air Force Base, Texas
    - 5th Flying Training Squadron (en) – Vance Air Force Base
    - 43rd Flying Training Squadron (en) – Columbus Air Force Base
    - 96th Flying Training Squadron (en) – Laughlin Air Force Base
    - 39th Flying Training Squadron (en) – Randolph Air Force Base

 Uruguay
- Force aérienne uruguayenne
  - 4 proposés en l'état par les États-Unis en 2024

## Caractéristiques (T-1A)
Caractéristiques générales

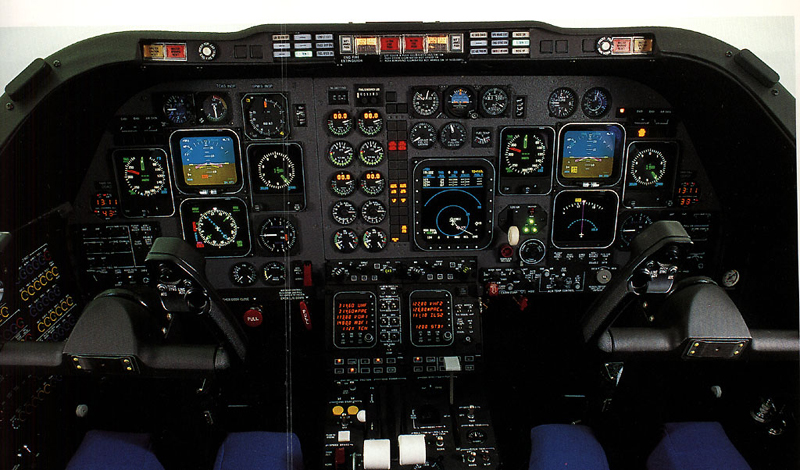
Cockpit de T-1A

- Équipage : 3 (pilote, copilote/instructeur, observateur)
- Capacité : 4 passagers
- Longueur : 14.76 mètres
- Envergure : 13.26 mètres
- Hauteur : 4.24 mètres
- Surface des ailes : 22.43 mètres carrés
- Ratio d'aspect : 7.5:1
- Profil : Mitsubishi MAC510
- Poids à vide : 4 740 kilogrammes
- Masse maximale au décollage : 7 303 kilogrammes
- Moteurs : 2 × Pratt & Whitney Canada JT15D-5B turbofan, poussée de 13 kN chacun

Performance
- Vitesse maximale : 867 km/h à 27 000 pieds
- Vitesse de croisière : 726 km/h en croisière à 41 000 pieds
- Vitesse de décrochage : 172 km/h
- Portée : 5 400 kilomètres[5]
- Plafond de service : 41 000 pieds